# Західно-Африканський газопровід
Західно-Африканський газопровід – система постачання природного газу Нігерії до її західних сусідів.
Нігерія володіє одними з найбільших запасів газу в світі, які втім станом на початок 2000-х експлуатувались не дуже інтенсивно. Для розвитку експорту були запропоновані кілька трубопроводних проєктів, і якщо Транссахарський газопровід станом на 2016 рік так і не дійшов до практичної реалізації, то менш масштабний  Західно-Африканський проєкт реалізували доволі оперативно. Останній забезпечує поставки до найближчих західних сусідів Нігерії – Беніну, Того та Гани.
Газопровід бере свій початок на терміналі Ітокі, куди подається газ через внутрішньонігерійську систему Ескравос-Лагос, та прямує спочатку на південь до Гвінейської затоки. Цікавою особливістю Західно-Африканського газопроводу є те, що за наявності спільних кордонів по суходолу між країнами-учасниками було вирішено спорудити основну частину маршруту в офшорному виконанні. У районі Лагосу трубопровід виходить на прибережний шельф, і далі слідує переважно на глибині 35 метрів, хоча на окремих ділянках вона зростає до 50—70 метрів. Відстань від траси до берега коливається від 6 до 35 км. По маршруту від основного газопроводу відходять бокові, що сполучають його з Cotonou (Бенін), Ломе (Того) та Тема (Гана). Кінцевою точкою слугує ще один ганський пункт Такораді, де розташована розрахована на природний газ теплоелектростанція. У цілому, основним призначення поставок блакитного палива через Західно-Африканський газопровід є саме виробництво електроенергії, дефіцит якої почав відчуватись на початку 21 століття в країнах регіону Гвінейської затоки внаслідок зростання їх економік.
Спорудження системи розпочалось у 2005 році, а введення в дію припало на 2007-й. Роботи зі спорудження провели трубоукладальні судна "DLB Sea Horizon" та "LB Brazos Horizon".
Загальний обсяг інвестицій перевищив 600 млн доларів США. Проєкт газопроводу було реалізовано консорціумом за участі транснаціональних нафтогазових гігантів Chevron (36,7%) та Shell (18%), нігерійської Національної нафтової компанії  (NNPC, 25%) та трьох компаній з країн-споживачів — Takoradi Power Company (16,3%), Cociete Togolaise de Gas і BENgas (по 2%).
Загальна довжина системи становить 678 кілометрів, зокрема 618 км підводна частина. Основний офшорний газопровід довжиною 568 км виконано із труб діаметром 500 мм, відгалуження на Cotonou (15 км) в діаметрі 200 мм, на Ломе (19 км) в діаметрі 250 мм та на Тема (16 км) із труб 450 мм. Для наземної діляки в Нігерії обрано діаметр труб 750 мм. Потужність газопроводу складає 1,7 млрд м3 на рік з можливістю збільшення до 4,7 млрд м3. 
Можливо також відзначити, що поставки по  Західно-Африканському газогону не змогли цілком забезпечити потреби Гани, як через проблеми на боці постачальника, так і через суперечки за прострочену оплату. Тому в Гані вирішили забезпечити можливість придбання зрідженого природного газу шляхом встановлення плавучого регазифікаційного терміналу, який повинен розпочати роботу в 2017 році. 